# Mike Dierickx
Mike Dierickx (nato Dirk Dierickx; Anversa, 20 febbraio 1973) è un disc jockey belga.
È conosciuto con gli pseudonimi di Push, M.I.K.E, Plastic Boy e Solar Factor.

## Biografia
Mike Dierickx nasce ad Anversa il 20 febbraio 1973. All'età di dieci anni, mentre ascolta un'esibizione dei Depeche Mode decide di diventare un Disc jockey: inizia così ad esercitarsi con tastiere e campionatori. A diciotto anni produce il suo primo brano. Raggiunge la fama internazionale nel 1998: il primo singolo di PUSH, "Universal Nation", scalerà le classifiche dance del mondo e diverrà un classico della musica trance, tanto da essere votata, a distanza di 12 anni, nelle prime 35 posizioni (insieme a "Strange World") della classifica "Trance Top 1000" del 2010.
A questa si aggiungeranno altre hit, tra le quali Strange World e The Legacy.
Nel 1999 crea la sua etichetta discografica: la Scanner Records.
Nel 2001 decide di cambiare il suo vero nome, Dirk Dierickx, in Mike Dierickx.
Cinque anni dopo la nascita della "Scanner Records", nel 2004, in collaborazione con la Armada Music, fonda una nuova casa discografica: la Club Elite Recordings.
In carriera, ha finora realizzato otto album in studio, sotto diversi nomi, tra cui PUSH, M.I.K.E, Plastic Boy & Solar Factor. In tutto i suoi pseudonimi sono più di sessanta: questo è dovuto alle sue numerosissime collaborazioni con altri DJ ed artisti che lo hanno spinto a variare più volte il suo soprannome.
Dal 2009 vive a New York.
Il suo programma, Club Elite Session, ha superato le 220 puntate.

## Discografia

### Album studio

#### Push
- 2000 - From Beyond
- 2002 - Strange World
- 2004 -  Electric Eclipse
- 2009 - Global Age

#### M.I.K.E
- 2006 - The Perfect Blend
- 2007 - Moving On In Life

#### Plastic Boy
- 2005 - It's A Plastic World
- 2011 - Plastic Infusion

### Raccolte
- 2009 - Trance World 6
- 2010 - New York City Nights

### Singoli

#### Push
- 1997 "Universal Nation"
- 1999 "Cosmonautica"
- 1999 "Till We Meet Again"
- 2000 "Electro Fever"
- 2000 "Strange World" (2000 Remix)
- 2000 "The Legacy"
- 2000 "Tranzy State Of Mind"
- 2001 "The Legacy" (2001 Remix)
- 2001 "Please Save Me" (Push vs Sunscreem)
- 2002 "Journey Of Life"
- 2002 "Strange World" (2002 remix)
- 2002 "Universal Nation 2002"
- 2002 "Dreams From Above"
- 2003 "Tranceformation" (Push vs Globe)
- 2004 "Blue Midnight"
- 2004 "Electric Eclipse"
- 2004 "R.E.S.P.E.C.T."
- 2008 "Universal Voice"

#### M.I.K.E.
- 1999 "Futurism"
- 2000 "Sunrise At Palamos"
- 2002 "Ice Cream" (M.I.K.E. vs John '00' Fleming)
- 2003 "Turn Out The lights"
- 2004 "Totally Fascinated"
- 2004 "Pound" (M.I.K.E. vs Armin van Buuren)
- 2004 "Intruder" (M.I.K.E. vs Armin van Buuren)
- 2004 "Dame Blanche" (M.I.K.E. vs John '00' Fleming)
- 2005 "Massive Motion"
- 2005 "Fuego Caliente"
- 2006 "Voices From The Inside"
- 2006 "Salvation"
- 2006 "Into The Danger" (M.I.K.E. con Andrew Bennet)
- 2007 "Changes 'R Good"
- 2008 "Nu Senstation"
- 2008 "A Better World" (M.I.K.E. con Andrew Bennet)
- 2010 "The Art of love"
- 2011 "Spirit's Pulse" (Andy Moor vs M.I.K.E)
- 2011 "Back In Time"

#### Plastic Boy
- 1998 "Twixt"
- 1998 "Life Isn't Easy"
- 1999 "Angel Dust"
- 2000 "Can You Feel It"
- 2001 "Silver Bath"
- 2003 "Live Another Life"
- 2004 "Twixt 2004"
- 2005 "From Here to Nowhere"
- 2008 "Rise Up"
- 2008 "A New Life"
- 2010 "Chocolate Infusion"
- 2010 "Exposed"
- 2010 "Aquarius"
- 2010 "Journey Of A Man"
- 2010 "We're Back To Stay"
- 2011 "Pacific Dreams"
- 2011 "RED E.P"

#### Solar Factor
- 2001 "Deep Sonar"
- 2002 "No Return"
- 2002 "Urban Shakedown"
- 2004 "Fashion Slam"
- 2005 "Global Getaways"
- 2005 "The Rising Sun"

### Remix
- Art Of Trance: "Madagascar" (Push Remix)
- Cygnus X: "The Orange Theme" (Push Remix)
- Mauro Picotto: "Back To Cali" (Push Remix)
- Moby: "In This World" (Push Vocal Mix)
- Rio Klein: "Fearless" (Push Remix)
- Sinéad O'Connor: "Troy – Phoenix From The Flame" (Push Remix)
- Sunscreem: "Exodus" (Push Remix)
- The Space Brothers: "Everywhere I Go" (Push Trancendental Remix)
- Yves DeRuyter: "Music Non Stop" (Push Remix)
- Robert Gitelman: "Things 2 Say" (M.I.K.E. Remix)
- The Gift: "Love Angel" (M.I.K.E. Remix)
- Armin Van Buuren: "In And Out Of Love" (Push Trancedental Remix)
- Arnej: "They Always Come Back" (M.I.K.E. Remix)
- Ramirez Vs. Nebula: "Hablando" (Push Remix)
- Ayumi Hamasaki: "Boys & Girls" (Push Remix)
- Ayumi Hamasaki: "Carols" (Push Remix)
- Psy'Aviah: "Ok" (M.I.K.E. Remix)